# Эппенбрун

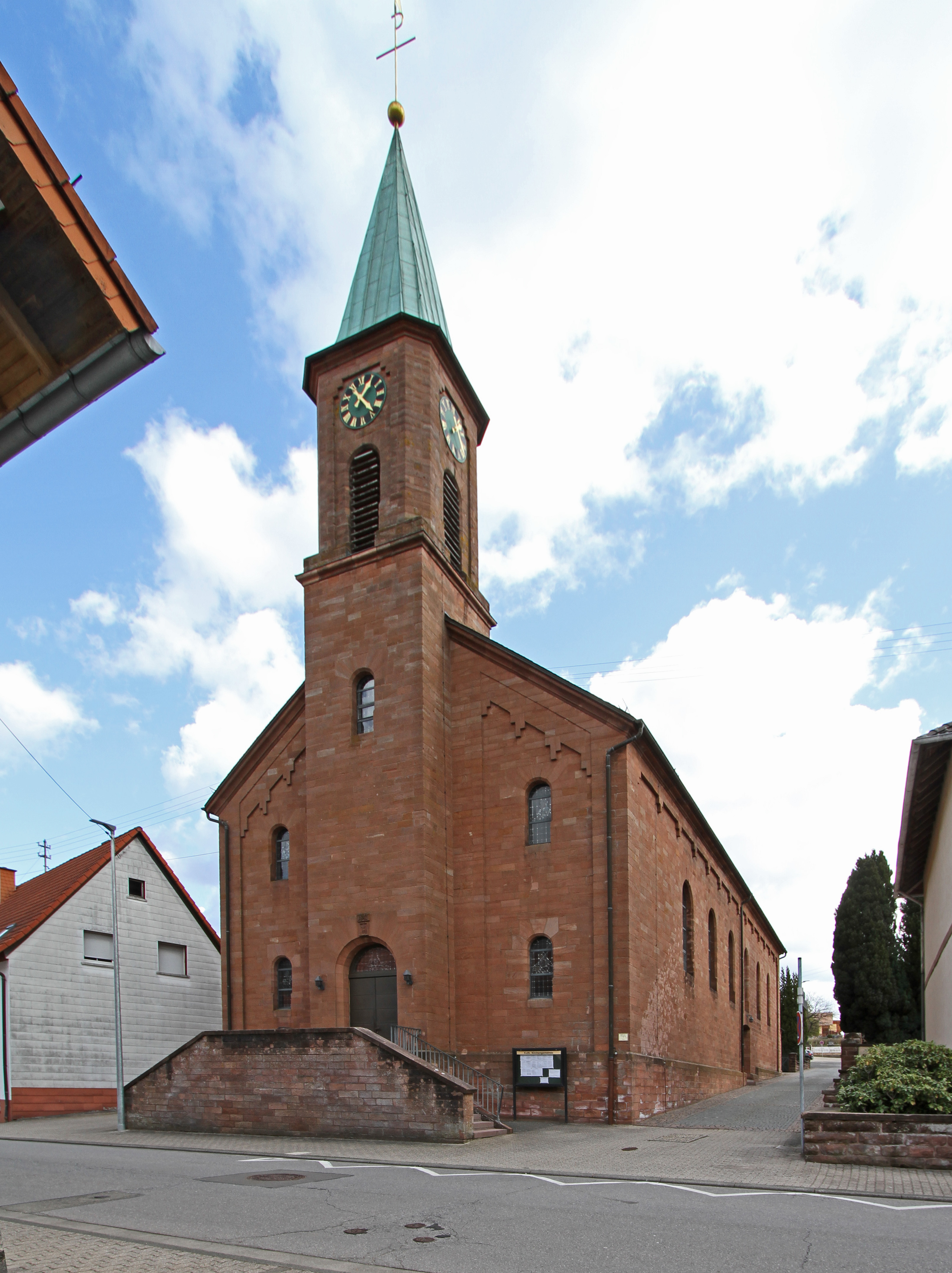

Эппенбрун (нем. Eppenbrunn) — коммуна в Германии, в земле Рейнланд-Пфальц.
Входит в состав района Юго-западный Пфальц. Подчиняется управлению Пирмазенс-Ланд. Население составляет 1393 человека (на 31 декабря 2010 года). Занимает площадь 34,03 км².
Город подразделяется на 2 городских района.